# Lordelo do Ouro
Lordelo do Ouro ist ein Ort und eine ehemalige Gemeinde (Freguesia) der nordportugiesischen Stadt Porto.

Lage der Gemeinde im Kreis vor der Gebietsreform 2013

 Die Gemeinde hatte 22.189 Einwohner (Stand 30. Juni 2011).
Am 29. September 2013 wurden die Gemeinden Lordelo do Ouro und Massarelos zur neuen Gemeinde União das Freguesias de Lordelo do Ouro e Massarelos zusammengeschlossen. Lordelo do Ouro ist Sitz dieser neu gebildeten Gemeinde.